# Juan Carlos Mariño
Juan Carlos Mariño (Lima, 2 gennaio 1982) è un ex calciatore peruviano, 
ex centrocampista del Academia Cantola e della Nazionale peruviana.

## Carriera

### Club
Si formò come giocatore nelle giovanili dell'Academia Deportiva Cantolao nel suo paese, e del Lanús in Argentina. Completò la stagione 2006/07 con il Cienciano, club con il cui si rese protagonista. A luglio dell 2007 si trasferì all'Alianza Lima.
La forte pressione dell'Hércules però, lo porta in Spagna lo stesso anno. Il 25 agosto 2008 si trasferisce al Cadice. Lo stesso anno va in prestito al Cienciano fino a giugno del 2009.
Nella stagione 2009 viene ingaggiato dall'Atlético Nacional dove non riesce a conquistarsi un posto da titolare. Per il secondo semestre, Mariño firma un contratto con il Deportivo Cali per sei mesi.
Nel 2010 passa al Cienciano.

### Nazionale
Partecipa con la Nazionale alla Copa América 2007 in Venezuela. Alla prima parita del torneo, contro l'Uruguay, segna il suo primo gol con la maglia blanquirroja. La sua ultima rete risale alla partita contro la Colombia del 14 giugno 2008, partita valevole per le Qualificazioni al campionato mondiale di calcio 2010 finita 1-1.
Nel 2007 chiese al allora allenatore della Nazionale José del Solar di non convocarlo perché voleva concentrarsi nella sua squadra, l'Hércules, e adattarsi al calcio spagnolo.
Nel 12 ottobre 2010 viene di nuovo convocato dal nuovo tecnico Sergio Markarián per giocare gli amichevoli contro la Costa Rica e il Panama.

## Palmarès

### Club

#### Competizioni nazionali
- Torneo Clausura

Cienciano: 2006

### Individuali
- Miglio centrocampista del Campionato peruviano

2006
- Giocatore rivelazione del Campionato peruviano

2006
- Incluso nel miglior 11 della prima fase della Copa América 2007

2007